# TOML
TOML é um formato de arquivo de configuração criado para ser mais legível para humanos usando uma sintaxe mínima, semelhante ao arquivo INI. O nome é um acrônimo para "Tom's Obvious, Minimal Language" (em inglês: "Linguagem Mínima e Óbvia do Tom"). O formato foi desenvolvido para mapear de forma inequívoca para tabelas hash.
Apesar de sua especificação ainda ser considerada instável pelo autor, é usado pelo Cargo, ferramenta de produtividade oficial da linguagem Rust, a ferramenta de dependências da linguagem Go, GitLab Runner e InfluxDB, entre outros projetos. Possui implementações nas principais linguagens de programação.
É usado também para configuração de módulos da linguagem Python. 

## Exemplo
```
# Este é um documento TOML.

title
 
=
 
"Exemplo TOML"

[owner]

name
 
=
 
"Tom Preston-Werner"

# Datas são um tipo nativo

dob
 
=
 
1979-05-27T07:32:00-08:00

[database]

server
 
=
 
"192.168.1.1"

ports
 
=
 
[
 
8001
,
 
8001
,
 
8002
 
]

connection_max
 
=
 
5000

enabled
 
=
 
true

[servers]

  
# Indentação é permitida mas não obrigatória

  
[servers.alpha]

  
ip
 
=
 
"10.0.0.1"

  
dc
 
=
 
"eqdc10"

  
[servers.beta]

  
ip
 
=
 
"10.0.0.2"

  
dc
 
=
 
"eqdc10"

[clients]

data
 
=
 
[
 
[
"gamma"
,
 
"delta"
],
 
[
1
,
 
2
]
 
]

# Quebras de linha são permitidas dentro de arrays

hosts
 
=
 
[

  
"alpha"
,

  
"omega"

]

```